# Una gota de sangre para morir amando
Una gota de sangre para morir amando, en su versión para Estados Unidos Clockwork Terror o To love, perhaps to die, es una coproducción hispano-francesa dirigida por Eloy de la Iglesia. Estrenada en 1973, es una película exploitation encuadrada dentro del género de la ficción científica y deudora de La naranja mecánica de Stanley Kubrick. 
En la elaboración del guion, además de colaboradores habituales en la filmografía del director como Antonio Fos, también participaron cineastas como José Luis Garci. En su reparto, encabezado por Sue Lyon quien interpretara el rol protagónico en Lolita de Kubrick, figuran actores como Jean Sorel o Christopher Mitchum.

## Sinopsis
En un futuro distópico, donde la sociedad está gobernada por un estado neofascista, una serie de crímenes aterroriza a los habitantes de una gran ciudad. Ana (Sue Lyon), una enfermera que atiende a sus pacientes en el Gran Hospital, observa como paulatinamente se incrementan las víctimas de un asesino al que las autoridades no pueden detener. Las víctimas presentan siempre un perfil concreto: son jóvenes problemáticos.
Un día David (Christopher Mitchum), un joven delincuente, conoce casualmente a Ana y entre ambos comienza a surgir una relación. Los espectadores serán conscientes de que es Ana la ejecutora de los asesinatos: seduce a los jóvenes para, tras haber mantenido un encuentro sexual, asesinarlos.

## Reparto
- Sue Lyon - Ana Vernia
- Christopher Mitchum - David
- Jean Sorel - Victor Sender
- Ramón Pons - Tony
- Charly Bravo - Bruno
- Alfredo Alba - Román Mendoza
- Antonio del Real - Mik
- David Carpenter - Phil
- Ramón Fernández Tejela - Nicola
- Fernando Hilbeck - Marido en casa atacada
- Eduardo Calvo - Rehabilitado 2º
- Fernando Sánchez Polack - Rehabilitado 1º
- Paul Pavel - Rehabilitado 3º
- Manuel Guitián - Señor Frans, anciano del hospital
- Jean Degrave - Director hospital
- David Areu - Dick Blake, reportero
- María Moreno - Esposa en casa atacada
- Javier de Campos - Silvio, director spot
- Antonio Puga - Director agencia
- Saturno Cerra - Capitán Bros
- César Godoy
- Antonio Gutti
- Manuel Barrios
- Fernando E. Romero - Niño en casa atacada
- Sofía Casares
- Fabián Conde
- Luis Gaspar - Locutor TV
- Montserrat Julió - Locutora TV
- Ángel Blanco - Anunciante "Blue Drink"